# Abena Oppong-Asare
Abena Oppong-Asare (ur. 8 lutego 1983 w Ghanie) – brytyjska polityk Partii Pracy, od 2019 roku posłanka do Izby Gmin.

## Życiorys
Studiowała politykę i stosunki międzynarodowe na Uniwersytecie Kentu, gdzie uzyskała tytuł magistra.
Oppong-Asare jest przewodniczącą Labour Women's Network. W latach 2014–2018 była radną londyńskiej gminy Bexley z ramienia Partii Pracy, pełniącą funkcję zastępczyni lidera Labour Group od 2014 do 2016 r. Wcześniej była asystentką parlamentarną, łączniczką w okręgu wyborczym i doradczynią Seema Mahotry, pełniącej funkcję Seema Malhotry pełniącej funkcję Minister Cieni ds. Zapobiegania Przemocy Wobec Kobiet i Dziewcząt. Zgłosiła swoją kandydaturę do parlamentu w okręgu wyborczym Erith and Thamesmead , gdy urzędująca posłanka Teresa Pearce ogłosiła, że nie będzie się ubiegać o kolejną kadencję. Zwyciężyła w tych wyborach. Abena Oppong-Asare i Bell Ribeiro-Addy zostały wówczas pierwszymi posłankami do Izby Gmin pochodzącymi z Ghany.
14 stycznia 2020 r. została Parlamentarnym Sekretarzem Luke'a Pollard, nowego sekretarza ds. Środowiska, Żywności i Spraw Wsi w gabinecie cieni.
16 kwietnia 2020 r. została mianowana osobistą sekretarz parlamentarną Anneliese Dodds, nowo mianowanej kanclerz skarbu w gabinecie cieni.
Uzyskała reelekcję poselską w wyborach w 2024. 9 lipca 2024 została powołana na stanowiska sekretarza parlamentarnego w Urzędzie Gabinetu.